# 1123 в Україні

## Особи

### Померли

князь Давид Святославич

- 1 серпня — Давид Святославич (д.-рус. Давыд) — князь переяславський (1073—1076), князь муромський (1076—1093), князь смоленський (1093—1095 і 1096—1097), князь новгородський в (1094—1095), князь чернігівський (1097[1]—1123). Середній з п'яти синів Великого князя Київського Святослава II Ярославича. Внук Ярослава Мудрого. Його хрестильне ім'я, ймовірно, було Гліб[2] (нар.. бл.1050).
- Яросла́в Святопо́лчич (ст.-укр. Ӕрославъ Ст҃ополчь) — волинський князь (1100—1118) з династії Рюриковичів, син великого князя київського Святополка II Ізяславича (нар.. бл.1072).
- Сильве́стр — літописець і церковний діяч, ігумен Видубецького Михайлівського монастиря Київської митрополії Константинопольського Вселенського патріархату, з 1118 — єпископ переяславський.

## Пам'ятні дати та ювілеї
- 225 років з часу (898 рік):
  - Облоги Києва — нападу кочівників-угорців на чолі з ханом Алмошем на Київ в ході їх кочування на захід і попередній завоюванню батьківщини на Дунаї (з центром в Паннонії)[3].
  - першої писемної згадки про місто Галич[4][5][6] — колишньої столиці Галицько-Волинського князівства, наймогутнішої твердині на південно-західних давньоруських землях, а нині — центру Галицької міської громади Івано-Франківської області.
- 50 років з часу (1073 рік):

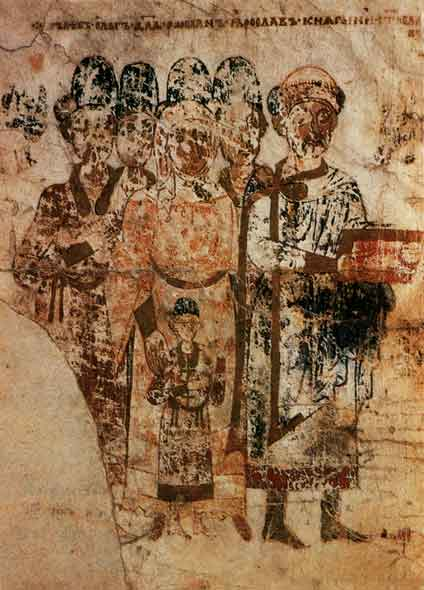
Зображення Святослава Ярославича в «Ізборнику» 1073 року

- - розпаду триумвірату в результаті захоплення великокняжого престолу Святославом Ярославичем (до 1076 року) за допомогою брата Всеволода[7].
  - укладення енциклопедичного збірника Ізборник Святослава[7].

### Видатних особистостей

#### Народження
- 100 років з часу (1023 рік):
  - народження Анастасії Ярославни, королеви Угорщини (1046—1061 рр.) з династії Рюриковичів, дружини короля Андраша I; наймолодша дочка Ярослава Мудрого та Інгігерди, сестри королеви Франції Анни Ярославни та королеви Норвегії Єлизавети Ярославни (пом 1074).

#### Смерті
- 50 років з часу (1073 рік):

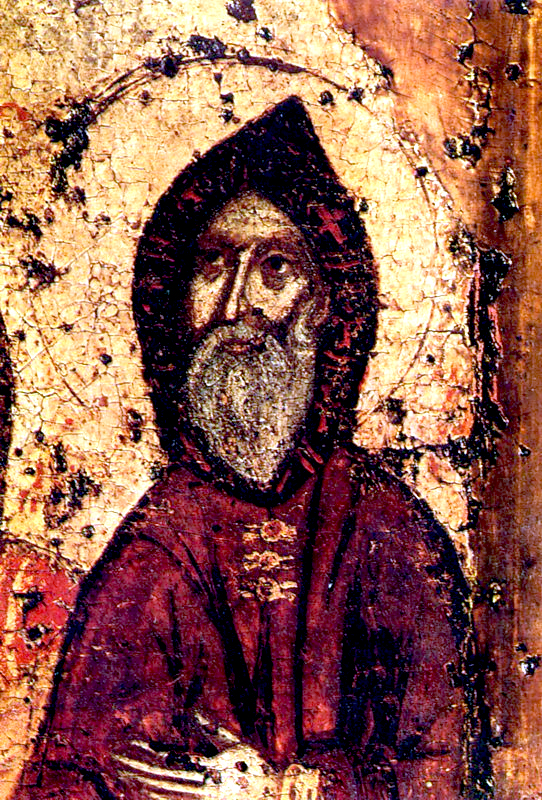
Фрагмент Свенської ікони Божої Матері

- - смерті Антонія Печерського, церковного діяча Русі-України, одного із засновників Києво-Печерського монастиря і будівничог Свято-Успенського собору (нар 983)[8][9];
- 25 років з часу (1098 рік):
  - смерті Василя та Феодора Печерських — двох києво-печерських святих, преподобномучеників.
  - смерті Єфре́ма II Переясла́вського — церковного діяча, святого XI–XII століть, єпископа Переяслава, пізніше митрополита Київського.